# DINA SA
Pour les articles homonymes, voir DINA.
DINA S.A. - Diesel Nacional S.A. de C.V. est un constructeur mexicain de camions de gamme moyenne et lourde, d'autobus/autocars et d'automobiles. Après un arrêt en 2001, l'entreprise a repris la fabrication d'autobus/autocars et, en 2023, de poids lourds en 2007.
La société a été fondée le 18 juillet 1951 par le gouvernement mexicain de l'époque qui voulait lancer les bases d'une industrie automobile dans le pays. L'objectif premier était de limiter les importations de modèles américains et de fabriquer localement des véhicules industriels (camions et autobus). Pour débuter, la société signe alors un accord de coopération technique et financier avec le groupe italien Fiat. Privatisée en 1989, la société a été vendue au Consorcio Grupo G de la famille Gómez-Flores.

## Histoire
DINA, S.A., acronyme de DIesel NAcional, S.A. était une société semi-publique lors de sa création en 1951. L'entreprise a assuré, en plusieurs étapes, la production de différents modèles de véhicules de transport de passagers et de marchandises tout au long de son histoire, grâce à différents accords technologiques, commerciaux et des partenariats avec de nombreuses sociétés internationales : Fiat, Régie Renault, Flxible (en), Cummins, Perkins, Chrysler, Caterpillar, MCI Inc., et plus récemment : Scania, Spicer, Eaton & Dana. En 1980, la crise pétrolière plonge tous les pays d'Amérique Latine dans une grave crise financière avec, pour conséquence, une diminution draconienne de la production. En 1982, le nombre de camions assemblés par Dina passe de 15 400 à 10 500 et le nombre d'autobus/autocars de 1 800 à 400. Dina n'utilisait que 25 % de sa capacité de production. La société accumule plus de 150 millions US$ de pertes et adopte un drastique programme de restructurations qui se traduit par le licenciement de 2 500 de ses 7 570 salariés. Le gouvernement vient au secours de son entreprise nationale Dina et impose, à partir de 1983, que la production des camions de plus de 11 tonnes devront être produits au Mexique et équipés de moteurs diesel. En 1987, Dina détenait 75 % du marché mexicain des poids lourds. En 1989, le gouvernement mexicain décide de privatiser Dina. Le Consorcio G.S.A. de CV. de Raymondo Gomes Flores en devient l'actionnaire majoritaire avec Navistar et Chrysler qui conservent leurs participations minoritaires dans Dina Camiones et le gouvernement mexicain qui garde une petite participation. En 1994, le Mexique connaît une nouvelle grave crise économique qui affecte toute l'industrie mexicaine. Elle sonne le début des difficultés de l'entreprise. En 1999, la société comptait 4 934 salariés et déclarait un chiffre d'affaires de 600 millions US$, la famille Gomez Flores détenait alors 62,5 % de Dina. Face à la crise, en 2000, Dina ferme ses usines et le 14 juillet, annonce son insolvabilité. En février 2001, la faillite de Dina est évidente et le 11 septembre 2001, Dina ferme son dernier site de production, celui de Sahagun.
En 2007, Dina renaît de ses cendres et reprend la fabrication d'autobus sur un châssi adapté de camion de conception Dina, les ensembles mécaniques provenant de fournisseurs extérieurs, comme les moteurs diesel Cummins. En 2023, Dina relance la fabrication de camions.

### Histogramme
- 1951 : 18 juillet, le gouvernement mexicain fonde Diesel Nacional, S.A. - DINA avec une participation minoritaire du constructeur italien Fiat S.p.A., l'usine est implantée au centre du Mexique, à Ciudad Fray Bernardino Sahagún (en) dans l'État d'Hidalgo,
- 1952 : début de la fabrication des camions lourds Fiat 682N porteur, 682T tracteur, camions de transport et de chantier et de l'autocar Fiat 682RN,
- 1957 : début de la fabrication des automobiles Fiat 500, Fiat 600 Multipla, Fiat 1100 et Fiat 1400,
- 1960 : DINA décide de rompre le contrat de licence de fabrication signé avec Fiat V.I. et Fiat Auto en raison de coûts trop élevés. En fin d'année, arrêt de la production des camions et automobiles Fiat, début de l'assemblage en CKD de camions avec des composants de Diamond Reo (ex « Diamond T »). Le 15 janvier, DINA signe un accord avec la RNU Renault pour l'assemblage local en CKD sous licence et la distribution de la Dauphine, la première Dauphine sort de l'usine le 15 mai,
- 1961 : DINA débute la fabrication d'autobus sous licence de l'américain "Flxible Co. (en)",
- 1962 : 23 août 1962, le gouvernement de López Mateos publie un décret-loi qui sert de base au passage du simple assemblage à la fabrication automobile, avec 60 % de contenu national en trois ans. L'importation de véhicules finis est interdite. Le nombre de modèles et leur finition sont réglementés, le nombre d'assembleurs passe de 30 à 9 dont 4 pour les véhicules populaires (avec contraintes de localisation),
- 1963 : DINA débute l'assemblage en CKD d'autobus Renault D-500, D-680 et D-700[2]. Le contrat est rompu en 1970. Début de l'assemblage de camions équipés de cabines International et de moteurs Cummins, les modèles DINA 500 & 600 sont basés sur l'International Loadstar (en), la série 800 sur le Fleetstar (en),
- 1966 : l'accord avec Renault est modifié car la Régie Renault France fonde une filiale de vente, Renault Mexicana, SA, pour la commercialisation des modèles assemblés sous licence par DINA dans un réseau de 55 concessionnaires,
- 1968 : début de la fabrication sous licence des moteurs Cummins NT & NH, début de la production des autobus interurbains Flxible Flxliner sous licence "DINA Olimpico",
- 1970 : arrêt de l'assemblage des camions Diamond Reo (ex « Diamond T »),
- 1971 : arrêt de l'assemblage des automobiles Renault,
- 1973 : DINA rachète 60% de la filiale Perkins Diesel SA do Mexico,
- 1975 : ouverture d'une usine à Monterey pour des véhicules commerciaux légers,
- 1976 : début de l'assemblage d'automobiles Renault, 2e tentative après l'échec de l'accord de 1963, avec les R5 et R12
- 1978 : DINA et Renault créent une coentreprise (60/40) pour l'assemblage de voitures particulières au Mexique,
- 1980 : la production de camions DINA (légers et lourds) atteint 15 000 unités par an,
- 1981 : DINA signe un contrat de coopération technique de 10 ans avec Navistar pour fabriquer sous licence des camions International avec des éléments provenant des États-Unis, les séries DINA S, 7400, 7800 et 9400. DINA lance une gamme de camions moyen tonnage type IVECO Z équipés d'un moteur Cummins, les DINA D9-160 et D12-160,
- 1981-83 : grave crise financière au Mexique. La production de DINA trucks passe de 15 400 à 10 500, les autobus de 1 800 à 700 et celle des autobus urbains de 4 000 à 2 000. Les usines fonctionnent à 25 % de leur capacité et DINA a perdu 150 millions US$. En 1983, DINA est aidée par un décret gouvernemental exigeant que les camions de plus de 11 tonnes soient alimentés au diesel et fabriqués uniquement par des entreprises majoritairement mexicaines,
- 1982 : DINA devient une holding comprenant Dina Camiones et Dina Autobuses. Construction de l'usine de moteurs RIMEX (Renault Industrias Mexicanas) à Gómez Palacio pour équiper les modèles AMC-Renault aux États-Unis,
- 1983 : DINA vend à Renault sa participation (60%) dans leur coentreprise qui est renommée Renault do Mexico. Dina ne fabriquera plus d'automobiles.
- 1985 : création d'une coentreprise avec General Motors, jamais rendue opérationnelle,
- 1987 : DINA ouvre son capital à Navistar 5 % et Chrysler 8 % de DINA Camiones,
- 1989 : après avoir perdu 25 millions US$ en 1988, le groupe DINA est privatisé et vendu au Consorcio Grupo G, groupe industriel de Raymundo Gomez Flores de Guadalajara. Le gouvernement mexicain conserve une participation de 5,7 % dans DINA,
- 1991 : Navistar porte sa participation à 17,5 %,
- 1992 : début de la fabrication sous licence des autobus Marcopolo Paradiso et Viaggio, sur des châssis américains,
- 1994 : DINA rachète le constructeur d'autobus américain MCI Inc. et devient le plus important constructeur d'autobus d'Amérique du Nord,
- 1995 : l'économie mexicaine connaît de grosses difficultés, les ventes d'autobus DINA chutent de 2 040 à 169 unités et celles des camions de 30 644 à 5 219,
- 1996 : DINA renomme Motor Coaches Industries - MCI en Motor Coaches Industries International Holding Inc. - MCII,
- 1997 : MCII Holding Inc. absorbe DINA Autobuses, S.A. de CV et lance les modèles F11, F12 & F14, en remplaçant les carrosseries Marcopolo. Une nouvelle filiale est créée, DINA International - DIMEX, et commence la fabrication de camions et autobus en Argentine pour le marché sud-américain,
- 1998 : rupture des rapports avec Navistar, lancement d'une nouvelle gamme de camions moyens et lourds "HTQ" de sa conception,
- 1999 : DINA revend 61 % de MCII Holdings Inc. pour compenser une partie de ses dettes,
- 2000 : après avoir perdu 101,3 millions US$ en 1999, DINA signe un contrat sur 10 ans avec le constructeur de camions américain "Western Star" pour la fourniture de camions moyen tonnage. Dans le même temps, Freightliner, filiale de Daimler-Benz rachète Western Star pour 453 millions de dollars et annule le contrat avec DINA, les ventes de camions DINA chutent de 6,6 %, passant de 2 286 à 2 135 unités, DINA n'a livré que 700 des 9 000 camions HTQ à Werstern Star,
- 2001 : DINA vend plusieurs de ses sociétés et suspend sa production pour se restructurer. Pour essayer d'éviter la faillite, 1,15 million US$ sont investis pour développer une nouvelle gamme d'autobus urbains construits sur le châssis HTQ et dotés de moteurs IVECO et Cummins. Toute activité est arrêtée le 13 février 2003.
- 2007 : Juillet 2007 DINA met en service une nouvelle usine pour la fabrication d'autobus en petite série, 23 unités quotidiennes. DINA envisage de revenir dans le secteur du poids lourd,
- 2011-13 : DINA a vendu 132 autobus en 2011, 349 en 2012 et table sur 950 unités en 2013[3].
- 2013 : DINA lance le Buller, un autobus construit sur un châssis Scania doté d'un moteur Cummins. DINA espère commercialiser 1 200 autobus en 2014.
- 2014 : DINA présente les modèles Ridder G, Linner G et Runner G équipés de moteurs IVECO fonctionnant au gaz naturel et son premier autobus électrique, le Ridder E.
- 2023 : DINA fête ses 72 ans d'existence et annonce son retour dans le secteur du poids lourd. DINA dispose d'une gamme de produits qui comprend des autobus/autocars et les camions D500 & D700 lancés récemment[4].

### 1951 - 1979
La société National Diesel S.A. a été fondée en 1951 - et simplement appelée DINA - par le gouvernement mexicain, avec l'État mexicain comme actionnaire majoritaire et la participation minoritaire du constructeur italien Fiat SpA, pour construire, assembler et commercialiser des véhicules automobiles, des camions et des autobus ainsi que des moteurs diesel pour un usage agricole et industriel, et les accessoires et les pièces de rechange.
Une toute nouvelle usine est construite à cet effet à Ciudad Sahagun.
DINA signera un premier accord de licence de fabrication avec Fiat SpA en 1952 pour fabriquer et commercialiser la série de camions lourds Fiat 682 au Mexique pour le compte du constructeur Italien. Il a produit localement les modèles Fiat 682N en camion porteur, 682T tracteur de semi-remorques en version camion de transport longues distances et de chantier ainsi que l'autocar 682RN, jusqu'en 1959.
DINA a également assemblé et commercialisé localement les modèles automobiles Fiat 500, 1100 et 1400 de 1957 à 1960.
DINA a mis fin, de son propre chef, aux accords de licence avec Fiat SpA fin 1959 pour la division poids lourds et fin 1960 pour la division automobiles.
Ce n'est qu'en 1962 que DINA signe un contrat de licence avec la Régie Nationale Renault. L'assemblage des bus D-500, D-680 et D-700 débute courant 1963 et la production de moteurs en 1968.
La filiale auto de Dina a aussi assemblé des modèles Renault, qui n'ont connu aucun succès commercial, moins de 10 % de part de marché en 1976. En 1978, Renault décide de créer sa propre filiale pour l'assemblage au Mexique, avec DINA qui prendra une participation de 60 % dans la nouvelle société. Cette participation sera rétrocédée à Renault en 1983.
En 1973 DINA prend une participation de 60 % dans  Motores Perkins S.A., filiale locale du constructeur américain de moteurs diesel, détenue jusqu'alors par la filiale mexicaine de Chrysler Corporation.

### 1980 - 1988
La crise pétrolière de 1981/82 plonge les pays d'Amérique Latine et le Mexique notamment dans une crise financière profonde avec pour conséquence une diminution draconienne de la production. Le nombre d'unités montées par DINA en 1982 est tombé de 15 400 à 10 500  le nombre de autobus de 1 800 à 700. Pendant les premiers mois de 1983, DINA n'utilisa que 25 % de sa capacité de productions. La société a accumulé plus de 150 millions de dollars US$ de pertes devant adopter un programme de restructuration drastique et licencie 2 500 de ses 7 570 salariés.
 DINA sera aidée par le gouvernement qui imposa à partir de 1983 que des camions de plus de 11 tonnes. Et les véhicules devaient être équipés d'un moteur diesel, et produit par un constructeur détenu majoritairement par une entreprise mexicaine. En 1987 DINA détenait 75 % du marché mexicain des poids lourds et plus de 25 % des remorques.
En 1985 DINA créa une coentreprise avec Général Motors pour produire environ 50 000 camions diesel par an, destinés essentiellement à l'exportation vers les États-Unis. GM devait détenir une participation de 40 % mais, la coentreprise ne fut jamais rendue opérationnelle.
En 1987 l'américain Navistar International Corp. prend une participation de 5 % dans DINA Camiones. DINA qui fabrique alors la nouvelle série S de Navistar, camion qui a été spécialement pensé pour le marché mexicain. Chrysler rachètera la même année 8 % de Dina.

### 1989 - 2001

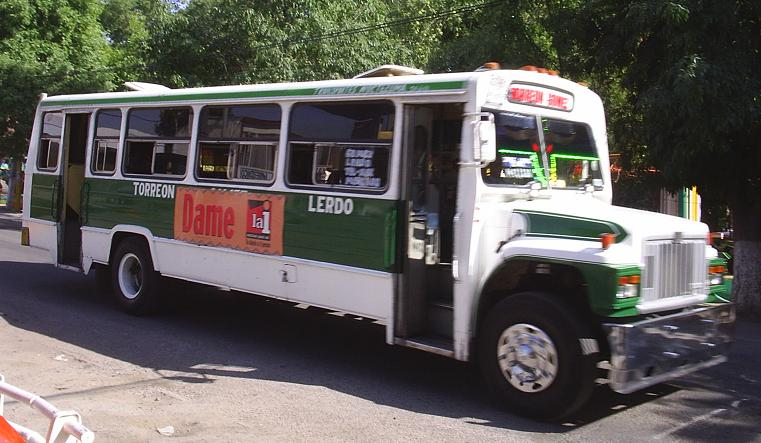
DINA S-500 bus avec CAPRE valides.

Le gouvernement Mexicain décide de privatiser l'entreprise et vend DINA en 1989 à Raymundo Gomez Flores, qui change le nom de la société qui devient Consorcio G, S.A. de C.V.
Chrysler et Navistar ont gardé leurs participations minoritaires dans DINA Camiones et le gouvernement mexicain a gardé une participation de 5,7 % dans cette filiale.
Navistar augmente sa participation en 1991 et la porte à 17,5 %. Il signe également un contrat de fourniture de moteurs diesel et produits dans l'usine Navistar du parc Melrose, dans l'Illinois.
La société se transforme et de constructeur devient plutôt un assembleur qui achète des composants de tout genre à l'étranger.
En 1992, il signe un accord avec la société brésilienne de carrosserie d'autobus Marcopolo S.A. pour les modèles Paradiso et Viaggio destinés au marché mexicain.
La filiale autobus de DINA est devenue le plus important constructeur d'Amérique du Nord avec une production d'environ 2000 unités par an. En 1993 DINA couvrait 46 % du marché mexicain des autobus interurbains et 40 % du marché des poids lourds. En 1993, les exportations ont commencé vers l'Amérique centrale et l'Amérique du Sud.
En 1994 DINA rachète le constructeur américain d'autobus Motor Coach Industries International Inc. (MCII), le plus important constructeur d'autobus interurbains. Cette acquisition fait de DINA le plus grand constructeur de autobus d'Amérique du Nord, avec un chiffre d'affaires de 1,4 milliard US$.
Mais en 1994 une grave crise financière apparaît au Mexique, le pesos est fortement dévalué et une période de récession économique débute. Les ventes d'autobus passent de 2 040 à 169 et celles des poids lourds de 30 644 à 5 219.
En 1996, avec les accords de libre-échange nord-américains, les marchés américains et canadiens s'étant ouverts, DINA part à la conquête de ces nouveaux marchés.
En 1998 seulement 23 % du chiffre d'affaires de la société provenait des ventes nationales et 83 % de l'exportation. En 1998 DINA décide de rompre ses accords avec Navistar. Pour réduire sa dette, DINA revend sa participation (61 %) de MCII Holdings.
DINA Camiones poursuit ses fabrications dans l'usine de Ciudad Sahagun, tandis que la nouvelle filiale, DINA Internacional, une coentreprise avec Mercedes constituée en Argentine, est créée pour couvrir le marché de Amérique du Sud.
La famille Gomez Flores à travers le Grupo Empresarial, détenait 62,5 % de DINA à la fin de l'année 1999.
Le 9 juin 2000, DINA ferme ses usines et le 14 juillet annonce son insolvabilité et notamment le remboursement de la première échéance de 6.5 millions de dollars US$ de remboursement d'un prêt. Le 20 juillet, Western Star Trucks est vendu à Freightliner LLC qui avait cédé une licence de fabrication en octobre 1999 pour la fabrication de poids lourds. Le 28 septembre 2000 Western Star Trucks, devenu filiale de Freightliner, elle-même filiale de Daimler-Benz, met un terme à tous ses rapports techniques et commerciaux avec DINA de manière unilatérale. DINA n'aura fabriqué que 700 exemplaires du modèle destiné au marché américain. Le 28 octobre 2000 DINA intente une action judiciaire contre Western Star Trucks devant la Chambre de Commerce Internationale pour rupture de contrat.
En février 2001 la faillite de DINA est évidente, le 11 septembre 2001 DINA ferme son dernier site de production encore en activité, celui de Ville Sahagún.
Les principales filiales détenues par DINA :
- Desarollo Integral de Nuevas Actividades, S.A. de C.V.;
- DINA Camiones, S.A. de C.V. (92,59 %);
- DINA Comercializadora, S.A. de C.V.;
- DINA Internacional, S.A. de C.V. (Argentina) en coentreprise avec Mercedes-Benz.

Les principaux concurrents de Dina :
- DaimlerChrysler Corporation;
- IVECO et Irisbus du groupe Fiat SpA;
- Ford;
- General Motors;
- Kenworth et Peterbilt du groupe Paccar;
- International trucks, filiale de Navistar;
- Van Hool.

## Renaissance
En juillet 2007 DINA renaît de ses cendres et reprend la fabrication d'autobus et autocars. Un modèle médium et un modèle lourd de ligne figurent au catalogue. Les châssis sont de conception DINA (châssis de camions HTQ de 2000) et utilisent des ensembles mécaniques provenant de fournisseurs extérieurs comme les moteurs diesel Cummins.